# Odrlice (železniční zastávka)
Odrlice jsou železniční zastávka v Senici na Hané, konkrétně v Odrlicích, v Olomouckém kraji. Leží na jednokolejné neelektrizované trati Červenka – Senice na Hané v kilometru 8,913 mezi stanicemi Litovel předměstí a Senice na Hané, jen několik set metrů od Dubčan.
Na zastávce se nachází přístřešek s lavičkou. Není bezbariérově přístupná. Železniční trať procházející zastávkou byla uvedena do provozu již v roce 1886. Zastávku k jízdnímu řádu pro rok 2025 obsluhují pravidelné osobní vlaky Českých drah na lince M41 ve směru Červenka a Senice na Hané (příp. Prostějov hlavní nádraží). Zastávka je zařazena do Integrovaného dopravního systému Olomouckého kraje (zóna 88).